# Жвакіно
Жва́кіно (рос. Жвакино, башк. Жвакин) — присілок у складі Мечетлінського району Башкортостану, Росія. Входить до складу Абдуллинської сільської ради.
Населення — 1 особа (2010; 11 у 2002).
Національний склад:
- башкири — 46 %
- татари — 45 %